# روبرتو بودگاس
روبرتو بودِگاس (اسپانیایی: Roberto Bodegas‎; ۳ ژوئن ۱۹۳۳ – ۲ اوت ۲۰۱۹) کارگردان فیلم و فیلم‌نامه‌نویس اهل اسپانیا بود.
از فیلم‌ها یا مجموعه‌های تلویزیونی که وی در آن‌ها نقش داشته‌است، می‌توان به هفت روز در ژانویه اشاره نمود.